# Byrsonima luacesii
Byrsonima luacesii là một loài thực vật có hoa trong họ Malpighiaceae. Loài này được Acuña & Roíg mô tả khoa học đầu tiên năm 1953.